# Yomango
Yomango és el nom d'un moviment artístic i una marca no comercial basat en el furt a empreses multinacionals que va néixer a Barcelona l'any 2002 com una comunitat informal destinada a difondre pràctiques de desobediència civil. El moviment té un branding inspirat amb la marca de roba Mango, de la qual pren el nom i utilitza la mateixa tipografia.

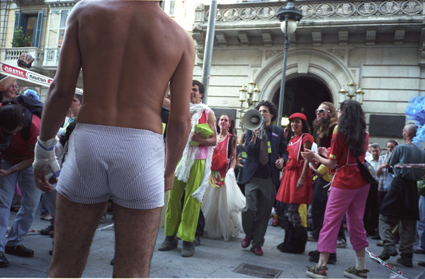
Presentació de la marca Yomango en societat

La primera actuació artística i la més notòria va consistir en una acció massiva de furt de roba d'una botiga del grup Inditex. Va consistir en una mena de desfilada en què els actors d'una passarel·la de moda improvisada es van posar roba de la botiga. La proposta es va relacionar amb el moviment europeu contra la precarietat laboral i social. Els seus comunicats se signaven sota el pseudònim col·lectiu Luther Blissett.

## Història
Yomango s'inspira en l'auge i èxit de propostes artístiques contraculturals anteriors, des del Youth International Party (Yippies) fins al llibre Steal This Book d'Abbie Hoffman.
El branding de Yomango es basa en la idea de l'apropiació d'objectes, eslògans i «estils de vida» d'altres multinacionals (en aquest cas, empreses reals), obviant els legítims drets de propietat. Analitzant el furt a comerços, la intenció de Yomango és l'adquisició d'una manera de vida que transgredeixi l'obligatorietat legal de pagar pels béns obtinguts com una tàctica de reapropiació directa i redistribució de la riquesa. Pel que fa a la propietat intel·lectual, és comú que el moviment Yomango s'apropiï eslògans d'altres empreses multinacionals. Destaquen especialment els populars lemes Porque yo lo valgo (de l'empresa L'Oréal) i Hay cosas que el dinero no puede comprar. Para todo lo demás, Yomango (de Mastercard).
El col·lectiu Yomango de Madrid va publicar el Libro rojo de Yomango i el Libro morado de Yomango, els quals són uns manuals que detallen amb humor com procedir al furt i donen arguments per als yomangantes. El grup de Barcelona es va centrar en mantindre operatiu un fòrum perquè els yomangantes resolguessin i debatessin els seus dubtes ètics i tècnics i generar noves «franquícies» de la marca Yomango a altres països amb què els integrants tinguessin relació. El lloc web yomango.net es va congelar oficialment el 7 de juliol de 2007 i va passar des d'aquell moment a ser un centre de documentació.